# Stopanska rijeka
Stopanska rijeka – označavana i kao Stopanski i  Stopanski potok  – je desna pritoka Vrbanje u Općini Kotor-Varoš, Bosna i Hercegovina.  Izvire sjeveroistočno od sela Stopana, iz potočića Subanja (1100 m) i vrela Pecana,  na nadmorskoj visini od 1000 m, između uzvisina Pirevišta (sjeverozapad, 1042 m) i Lepenice (jugoistok, 1016 m).  U gornjem toku nosi ime Burča, po istoimenom selu na sjeveru, a kroz koje protiče Buračka rijeka. Zemljopisni i narodni naziv Stopanska rijeka nosi od tjesnaca ispod jednog od vrhova Lepenice (807 m).
Kao Burča teče u pravcu sjeveroistok – jugozapad, a kao Stopanska rijeka skreće na sjeverozapad sve do ispod Stopana, gdje pravi luk prema jugozapadu i ulijeva se u Vrbanju na njenoj velikoj krivini kod sela Todorovića, na nadmorskoj visini od 460 m.
Još do 1960-ih godina na Stopanskoj rijeci i njenim potocima-pritocima radilo je 12 vodenica.